# Tvertsá

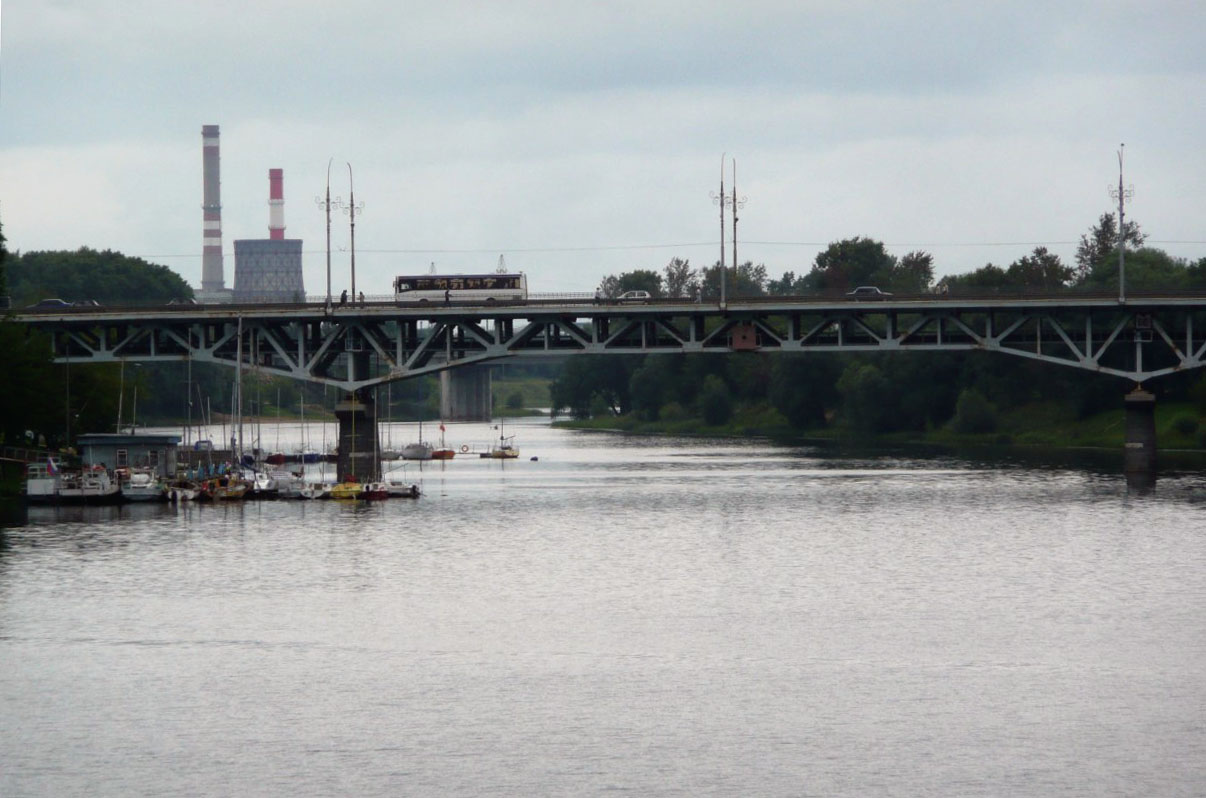
Puente sobre el río Tvertsá a su paso por Tver

El río Tvertsá (en ruso, Тверца), es un corto río de unos 188 km que discurre por el óblast de Tver ruso. El canal de Starotveretski (2,9 km de longitud) se considera el nacimiento del río, que conecta éste con el embalse de Vyshnevolótskoie. Este embalse drena hasta un 80% del agua del Tsna al Tvertsá.
El río Tvertsá se puede helar desde noviembre, permaneciendo bajo el hielo hasta finales de marzo o abril.
Las ciudades de Torzhok y Vyshni Volochok se localizan a lo largo del recorrido del río. La ciudad de Tver está situada en la confluencia del Tvertsá con el Volga.